# Svarta Aliss
Svarta Aliss är en fiktiv häxa i Skivvärlden-böckerna skapad av Terry Pratchett.

## Historia
Svarta Aliss är en grym häxa. Hon har ett vanvettigt galet skratt som hörs på flera kilometers avstånd, och bor i ett hus byggt av grodor. Hon förvandlar människor till pepparkakor och terroriserar Rammtopparna tills hon blir inknuffad i sin egen ugn av två barn från Überwald. Det tog flera veckor att rengöra ugnen. Hon är en tydlig parallell till Hans och Greta-historien. Hon förekommer som en bakgrundsfigur i Masker. Hon var otroligt kraftfull medan hon levde, och var endast överträffad av Mormor Vädervax.